# Tomás de la Quadra-Salcedo
Tomás de la Quadra-Salcedo Fernández del Castillo, né le 2 janvier 1946 à Madrid, est un homme politique et juriste espagnol, membre du Parti socialiste ouvrier espagnol (PSOE).

## Biographie

### Formation de juriste
Titulaire d'un doctorat de droit administratif, obtenu à l'université de Madrid, il passe avec succès les concours de professeur des universités de droit administratif et droit de la communication audiovisuel, qu'il enseigne alors dans son université.
Parallèlement, il devient le conseiller juridique de la revue culturelle Cuadernos para el Diálogo, puis avocat en droit administratif. À ce titre, il défend plusieurs journaux contre les sanctions de l'administration franquiste, et intervient même devant le tribunal de l'ordre public. À partir de 1976, il travaille dans un cabinet dirigé par Gregorio Peces-Barba.
Il maîtrise le français, l'anglais et parle italien.

### Un démocrate chrétien de gauche
Son rapprochement avec Cuadernos para el Diálogo, dirigée par Joaquín Ruiz-Giménez, le conduit à épouser les thèses de la démocratie chrétienne et de la défense des droits de l'homme. 
Il adhère au Parti socialiste ouvrier espagnol (PSOE) en décembre 1976, après avoir participé à la Plate-forme de convergence démocratique (PCD), organisation démocrate chrétienne de gauche conduite par Ruiz-Giménez, puis à la Junte démocratique, constituée autour du Parti communiste d'Espagne.

### Un spécialiste des questions territoriales
Il est ensuite recruté par le groupe du PSOE au Congrès des députés et participe, en 1981, au groupe de travail gouvernemental sur le développement du processus d'autonomie, dont les conclusions amèneront à la rédaction de la loi organique d'harmonisation du processus d'autonomie (LOAPA), qui sera déclarée en grande partie inconstitutionnelle en 1983. 
Le 3 décembre 1982, à 36 ans, Tomás de la Quadra-Salcedo est nommé ministre de l'Administration territoriale dans le premier gouvernement de Felipe González. Lors de sa prise de fonction, il affirme vouloir ouvrir un dialogue « profond et serein » avec les gouvernements basque et catalans au sujet de la LOAPA, à laquelle ils sont opposés, et achever, le plus rapidement possible, le transfert des compétences, prévu par les statuts d'autonomie, aux communautés autonomes, sans pouvoir fixer de date précise.

### Président du Conseil d'État
Remplacé, le 5 juillet 1985, par Félix Pons, alors que les transferts de compétences à la Catalogne et au Pays basque ne sont pas achevés, il est nommé président du Conseil d'État en novembre suivant et appelle, dans son discours d'entrée en fonction, l'institution à ne plus simplement appliquer le droit, mais l'interpréter à la lumière des valeurs et principes constitutionnels en profitant du grand pluralisme de ses membres.

### Fin de parcours politique
Il revient au gouvernement le 13 mars 1991, au poste de ministre de la Justice, appelant le gouvernement à élaborer des lois justes et sages et les juges à les appliquer prudemment, pour établir un climat de confiance entre les citoyens et la justice. 
Il est remplacé par le juge Juan Alberto Belloch à la fin de son mandat
, le 14 juillet 1993, et se retire alors de la vie politique pour enseigner le droit administratif.